# Epos

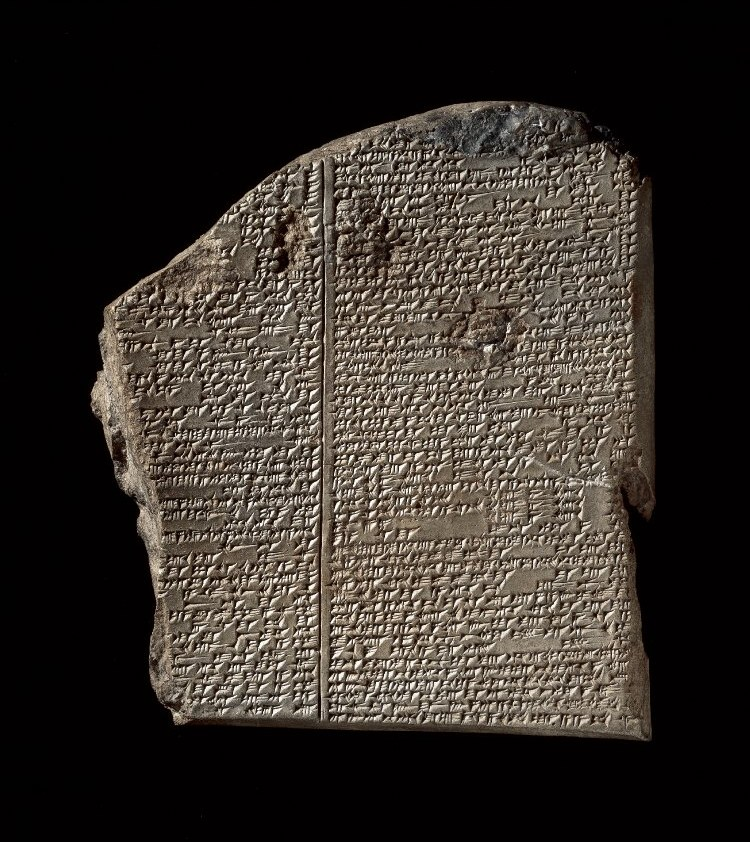
Kleitablet met een passage uit het Gilgamesj-epos, ca. 2000 v.Chr.

De eerste verzen van de Odyssee van Homerus, ca. 800 v.Chr.

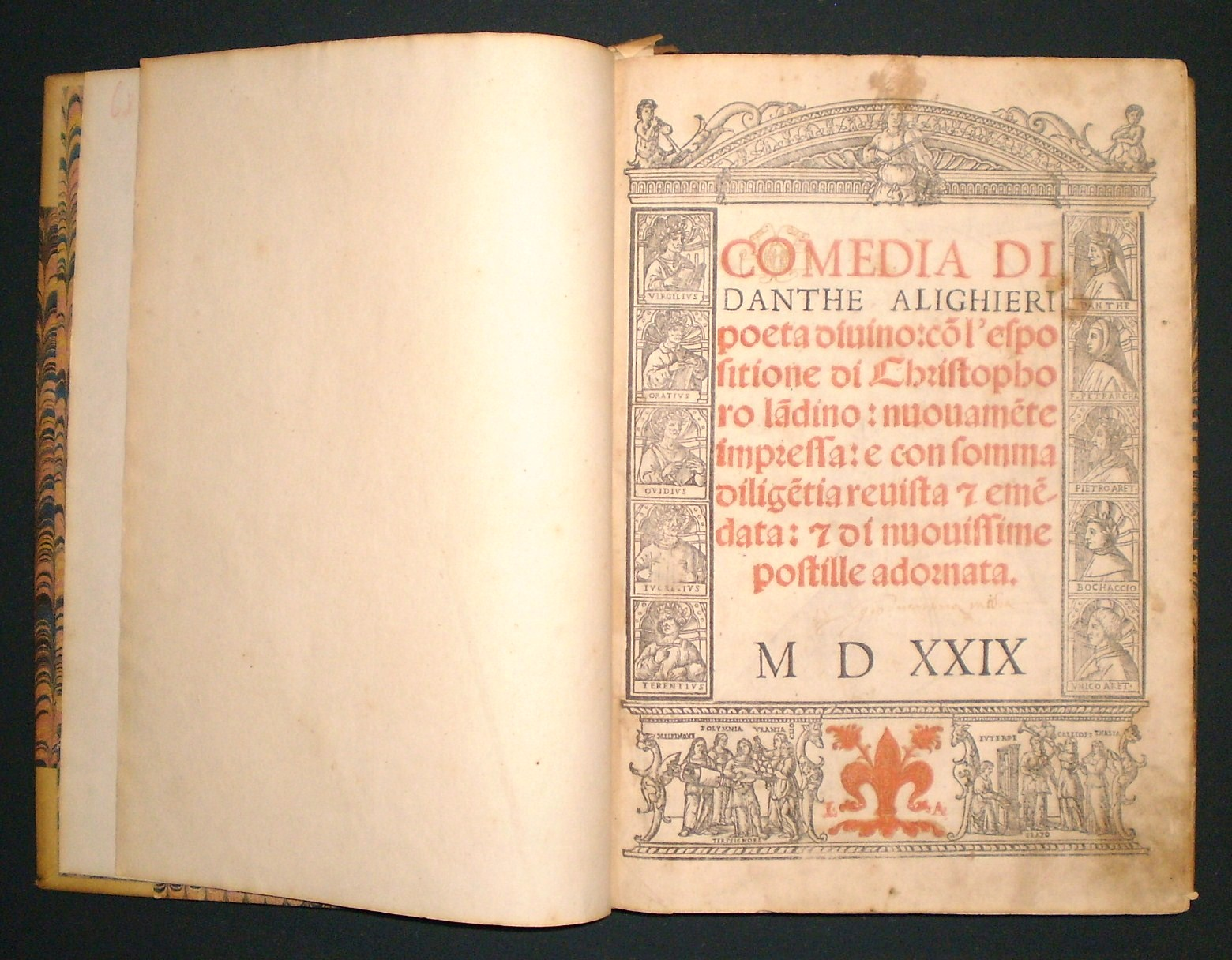
De goddelijke komedie van Dante Alighieri, 14e eeuw, uitgave van 1529

Een epos, Grieks, meervoud epen of, minder gebruikelijk, epossen, of heldendicht is een lang, verhalend gedicht over een belangrijke mythologische of historische persoon en gebeurtenis. Daaronder vallen ook legendarische gebeurtenissen, zoals beschreven in de Ilias van Homerus en de Aeneis van Vergilius.

## Etymologie
De oorsprong van het Nederlandse woord epos ligt in het Oudgriekse woord 'ἔπος', épos, dat kan worden vertaald als (gesproken) woord, bewering, raad, wens, bevel, voorschrift, gerucht, lied, epische versregel of zelfs (orakel)spreuk. Het Griekse woord 'ἔπος' is verwant aan het onvolledige werkwoord 'εἶπον', eîpon, vertaald spreken of zeggen.

## Epen in de klassieke oudheid

### De Grieken
De Griekse epen zijn de oudste bewaarde Griekse teksten. Ze werden kort na de herontdekking van het schrift opgetekend, rond het einde van de achtste eeuw v.Chr. De twee eerste staan op naam van de dichter Homerus. De verhalen werden echter slechts door hem in hun definitieve vorm gegoten, want de Ilias en Odyssee waren toen al eeuwenlang mondeling doorgegeven.

### De Romeinen
Het epos werd in Rome in ca. 240 v.Chr. door Livius Andronicus geïntroduceerd. De Romeinen begonnen de Griekse verhalen te vertalen. In Livius' geval betrof het een vertaling van de Odyssee. Later gingen de Romeinen de concurrentie aan: ze bootsten eerst de Grieken na en probeerden ze daarna te overtreffen.

## Kenmerken van oude epen
Eeuwenlang werden de homerische kenmerken in ere gehouden. Alleen Ovidius' Metamorfosen beantwoorden niet aan die kenmerken.

### Vormelijke kenmerken
- Verhalend en lang
- Geschreven in dactylische hexameter
- Verheven stijl
- Epische breedvoerigheid

### Inhoudelijke kenmerken
- Belangrijke historische en mythologische gebeurtenissen
- De helden zijn koningen en legerleiders.
- De goden nemen deel aan de actie en hebben er invloed op.

## Bekende epen
De onderstaande epen zijn in chronologische volgorde weergegeven.

### Oude epen tot 500
- 20e eeuw v.Chr.
  - Gilgamesj-epos uit de Mesopotamische mythologie
- 18de eeuw v.Chr.
  - Atrahasis uit de Mesopotamische mythologie
- 8ste tot 6de eeuw v.Chr.
  - Enoema Elisj uit de Mesopotamische mythologie
  - Ilias, uit de Griekse mythologie, toegeschreven aan Homerus
  - Odyssee, uit de Griekse mythologie, toegeschreven aan Homerus
  - Werken en dagen, uit de Griekse mythologie, toegeschreven aan Hesiodos
  - Jaya, uit het Hindoeïsme, toegeschreven aan Vyasa
  - Verloren Griekse epen toegeschreven aan de Cyclische poëten:
    - De epische cyclus waaronder Cypria, Aethiopis, de zogenaamde Kleine Ilias, de plundering van Troje, terugkeer uit Troje, Telegonie
    - Thebaanse sagencyclus waaronder de Labdaciden-sage, onder meer Oedipodea, Thebais, Epigonoi en de Alcmeonis
    - Andere: Titanomachia, Heracleia, Gevangenneming van Oechalia, Naupactia, Phocais, Minyas, Danais
- 7de tot 5de eeuw v.Chr.
  - Bharata, uit het Hindoeïsme, toegeschreven aan Vaisampayana
- 6de tot 4de eeuw v.Chr.
  - Mahabharata, uit het Hindoeïsme, toegeschreven aan Ugrasravas
  - Ramayana, uit het Hindoeïsme, toegeschreven aan Valmiki
  - verloren Griekse epen: gedichten van Aristeas: Arimaspeia, Asius van Samos, Chersias van Orchomenus
  - Het boek Job
- 3de eeuw v.Chr.
  - Argonautica door Apollonius Rhodius
  - Bellum Punicum door Naevius
  - Odusia door Livius Andronicus
- 2de eeuw v.Chr.
  - Annales door Ennius
- 1ste eeuw v.Chr.:
  - De Rerum Natura door Lucretius
  - Aeneis door Vergilius
  - Metamorphosen door Ovidius
- 1ste eeuw na Chr.
  - Pharsalia, of Bellum Civile of Burgeroorlog, door Lucanus
  - Punica, Bellum Punicum of Punische oorlog, door Silius Italicus
  - Argonautica door Gaius Valerius Flaccus
  - Thebais door Statius
- 2de eeuw
  - Buddhacarita, uit de Indische epische poëzie, door Aśvaghoṣa
  - Saundaranandakavya, uit de Indische epische poëzie, door Aśvaghoṣa
- 2de tot 5de eeuw
  - De vijf grote epen van de Tamil-literatuur:
    - Cilappatikaram door Prins Ilango Adiga
    - Manimekalai door Seethalai Saathanar
    - Civaka Cintamani door Tirutakakatevar
    - Kundalakesi door een Boeddhistische dichter
    - Valayapati door een Jain-dichter
- 3de eeuw
  - Posthomerica door Quintus van Smyrna
- 4de eeuw
  - Evangeliorum libri door Juvencus
  - Kumārasambhava, uit de Indische epische poëzie, door Kālidāsa
  - Raghuvamsa, uit de Indische epische poëzie, door Kālidāsa
- 5de eeuw
  - Dionysiaca door Nonnus

### Middeleeuwse Epen 500-1500
- 8ste tot 10e eeuw
  - Beowulf, Angelsaksisch heldenverhaal
  - Waldere, Oudengelse versie van een verhaal verteld in Waltharius, alleen een kort fragment bewaard
- 9de eeuw
  - Srimad bhagavatam, uit het Sanskriet, Verhalen van de Heer, overgeleverd uit oudere bronnen
- 10e eeuw
  - Sjahnama, uit de Perzische mythologie, episch gedicht over de Perzische geschiedenis van de prehistorie tot de dynastie der Sassaniden
  - Waltharius door Ekkehard van St Gall, Latijnse versie van het verhaal van Walter van Aquitaine
  - De slag van Maldon, kort Oudengels epos dat een veldslag beschrijft
  - Bylina van prins Vladimir uit Kiev, Ilya Muromets, Alyosha Popovich en Dobrynya Nikitich cyclus
  - Al-Sira al-Hilaliya
- 11de eeuw
  - poëtische Edda, Noorse mythologie, Verzameling gedichten voor de 12de eeuw gebaseerd op de proza van de Edda
  - Ruodlieb, Latijns epos door een Duitse auteur
  - Digenis Akritas, Byzantijns episch gedicht
  - Roelantslied
  - Epos van koning Gesar, een Tibetaans heldendicht, compilatie van oudere bronteksten
  - Epos van Manas, misschien minder oud
- 12de eeuw
  - Ulstercyclus, uit de Ierse mythologie
  - De ridder in het pantervel door Sjota Roestaveli
  - Alexandreis, Latijns epos door Walter van Châtillon
  - De bello Troiano en de verloren Antiocheis door Joseph van Exeter
  - Carmen de Prodicione Guenonis, Latijnse versie van het Roelantslied
  - Architrenius, satirisch Latijns epos door John van Hauville
- 13de eeuw
  - Y Gododdin
  - Nibelungenlied, uit de Germaanse mythologie
  - Brut door Layamon
  - Chanson de la Croisade Albigeoise
  - Epos van Sundiata
  - El Cantar de mio Cid, Spaans epos over de Reconquista
  - De triumphis ecclesiae, Latijns literair epos door Johannes de Garlandia
  - Van den vos Reynaerde door Willem die Madocke maecte
  - Floris ende Blancefloer door Diederik van Assenede
  - Vier Heemskinderen door Reinout van Montalbaen
  - Karel ende Elegast
  - Walewein en het schaakbord door Penninc
- 14de eeuw
  - Cursor Mundi door een anonieme geestelijke, ca. 1300
  - De goddelijke komedie door Dante Alighieri
  - Africa, Latijns literair epos door Petrarca
  - Het verhaal van de Heike, Japans episch oorlogsverhaal
  - Sanguo Yanyi

### Recentere Epen na 1500
- 17e eeuw
  - Joannes de Boetgezant, 1662, Joost van den Vondel
- 19e eeuw
  - Ruslan en Ludmila, 1842, van A. Poesjkin
  - Kalevala, een Fins nationaal epos, kunstmatig op basis van mondeling overgeleverde volkspoëzie samengesteld
  - The Song of Hiawatha van H.W. Longfellow, door Guido Gezelle vertaald en in 1886 bewerkt als Het Lied van Hiawatha